# Podkopná Lhota
Podkopná Lhota (deutsch Lhotta Podkopna, 1939–1945 Unterfang) ist eine Gemeinde in Tschechien. Sie liegt sieben Kilometer nördlich von Slušovice und gehört zum Okres Zlín.

## Geographie
Podkopná Lhota befindet sich in den Hosteiner Bergen im Tal des Baches Kopná. Nördlich erhebt der Humenec (703 m), im Nordosten der Vysoký Grúň (658 m) und die Vápenky (552 m), östlich der Drabkův vrch (475 m), im Südosten die Skalky (476 m), südlich der Nad Bařinami (534 m), im Südwesten der Háje (509 m), westlich die Sýkornice (584 m) sowie im Nordwesten die Kopná (675 m). Das Dorf liegt im Naturpark Hostýnské vrchy.
Nachbarorte sind Žára im Norden, Hošťálková im Nordosten, Dvořisko im Osten, Trnava im Südosten, U Vaculů im Süden, U Bačů und Kašava im Südwesten, Bílý Kopeček und Vlčková im Westen sowie Hrubý Les, Na Kopné, Držková, Količko, Nivky und Lhoty im Nordwesten.
Reichlich die Hälfte der Gemeindefluren besteht aus Wald, einen weiteren wesentlich Anteil nehmen Wiesen ein. Der Anteil der Ackerflächen beträgt 2 %.

## Geschichte
Das Dorf wurde vermutlich während der Kolonisation im 13. Jahrhundert gegründet. Die erste schriftliche Erwähnung des zur Herrschaft Luckow gehörigen Dorfes Lhota erfolgte im Jahre 1512. Gepfarrt war das Dorf zu dieser Zeit nach Želechovice, später kam es zur Pfarre Kašava. Besitzer der Herrschaft Lukov waren im 16. Jahrhundert  u. a. die Nekesch von Landek. Lukrezia von Witschkow, geborene Nekesch von Landek, die 1607 die Herrschaft geerbt hatte, heiratete 1609 Albrecht von Waldstein. Lhota bestand im Jahre 1612 aus neun Anwesen, darunter waren zwei Bauern und fünf Gärtner. 1625 trat Waldstein Lukov mit allem Zubehör an den Kaiser ab, der die Herrschaft an Stephan Schmidt von Freihofen übergab. Von diesem erwarben 1628 die Minkwitz von Minkwitzburg die inzwischen stark verschuldete Herrschaft. Der Ortsname wandelte sich mehrfach. 1671 wurde das Dorf als Lhota Podkopnj, 1672 als Lhotka und 1718 als Lhotta Podkoppny bezeichnet. Der Zusatz leitet sich von der Lage der Ortschaft unterhalb des Berges Kopná ab. 1710 kauften die Herren von Rottal Lukov. Johann von Rottal veräußerte die Güter 1724 an Johann Friedrich Graf von Seilern-Aspang, dessen Nachkommen den Besitz bis zur Enteignung 1945 hielten. Das älteste Ortssiegel stammt von 1744. Es zeigt einen Mann mit Zylinder und trägt die Umschrift PECZET. (OB)CE. LHOTECKÉ. 1744. Aus dem Jahre 1751 ist erneut der Ortsname Lhota Podkopnj überliefert. Die Bewohner lebten von der Landwirtschaft, wobei trotz des rauen Klimas der Obstbau dominierte. Bis zur Mitte des 19. Jahrhunderts blieb das Dorf immer nach Lukov untertänig.
Nach der Aufhebung der Patrimonialherrschaften bildete Lhota / Lhotta ab 1850 eine Gemeinde in der Bezirkshauptmannschaft Uherský Brod. Ab 1855 gehörte die Gemeinde zum Bezirk Vizovice und ab 1868 zum Bezirk Holešov. Ab 1872 wurde die Gemeinde als Podkopná Lhota / Lhotta Podkopna bezeichnet. 1935 wurde Podkopná Lhota dem Bezirk Zlín zugeordnet. Während der deutschen Besetzung erhielt die Gemeinde den deutschen Namen Unterfang. Ab 1949 gehörte Podkopná Lhota zum Okres Gottwaldov-okolí und ab 1960 wieder zum Okres Gottwaldov, der nach der politischen Wende von 1989 seit 1990 wieder den Namen Okres Zlín trägt. Zwischen 1961 und 1969 war Podkopná Lhota mit Trnava zu einer Gemeinde Trnava-Podkopná Lhota zusammengeschlossen.
Vom örtlichen Verein Motorsport MTK Podkopná Lhota wird jährlich die Rallye Sprint Kopná organisiert.
Podkopná Lhota führt ein Wappen, das auf blauem Grund zwei gekreuzte silberne Aststücke mit je einer daran befindlichen Schlehe sowie mittig dazwischen stehend, ein silbernes Schwert zeigt.

## Ortsgliederung
Für die Gemeinde Podkopná Lhota sind keine Ortsteile ausgewiesen. Zu Podkopná Lhota gehören die Ansiedlungen Hrubý Les, U Bačů und U Vaculů.

## Sehenswürdigkeiten
- Kapelle des hl. Wenzel, erbaut 1922
- Marienstatue
- walachisches Holzhaus
- Vrzavé skály, Felsformationen auf dem Kamm an der Sýkornice
- Naturdenkmal Jalovcová louka, südöstlich des Dorfes an den Skalky